# Benjamin Davis Wilson
Benjamin Davis Wilson (11 de desembre de 1811 – 11 de març de 1878) va ser un polític de Califòrnia. Era conegut pels amerindis californians com Don Benito a causa de la seva manera benevolent amb què tractava els assumptes dels amerindis. Wilson, va ser un tramper de pells i comerciant abans d'arribar a Califòrnia el 1841. Havia tingut la nacionalitat mexicana i després l'estatunidenca.
Wilson era originari de Tennessee. A Califòrnia va ser escollit Jutge de Pau i es va ocupar dels assumptes dels amerindis. També va estar comissionat per tractar amb l'hostil tribu ute. Delcseu segona matrimoni amb Margaret Hereford va tenir una filla anomenada Ruth que va ser la mare del General George S. Patton.
Wilson va esdevenir la primera persona no hispànica posseïdora del Rancho San Pascual, el qual comprenia les actuals poblacions de Pasadena (Califòrnia), Altadena, South Pasadena, Alhambra, San Marino i San Gabriel (Califòrnia). Wilson va ser elegit el segon batlle de Los Angeles una vegada que Califòrnia es va convertir en un estat dels Estats Units, i també va ser Senador de Califòrnia.
Mount Wilson, és una coneguda muntanya dedicada a Wilson. A Pasadena també existeix la Wilson Avenue en el seu honor.